# 중국의 차
중국의 차에 관한 설명이다.

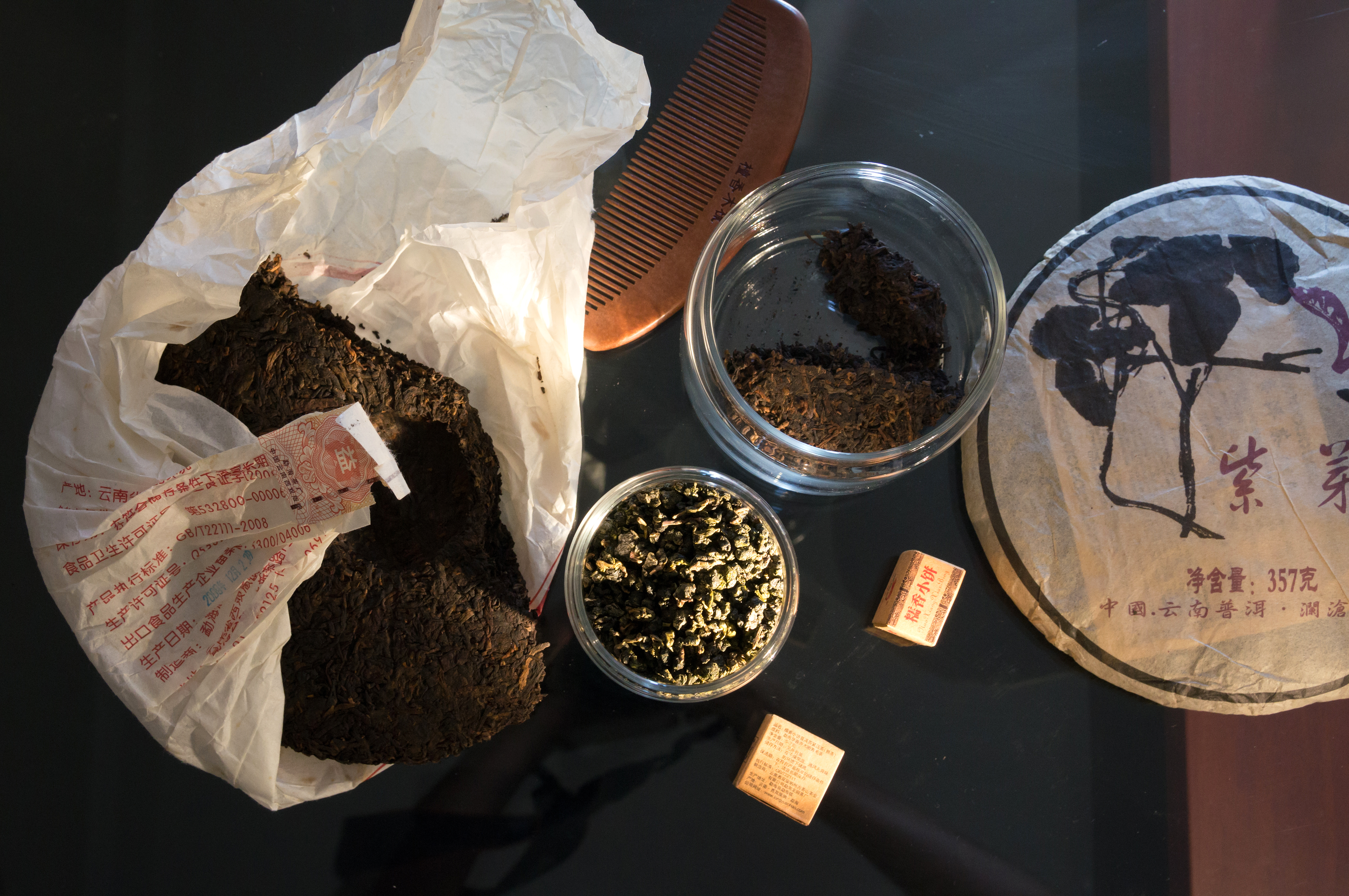
중국의 차

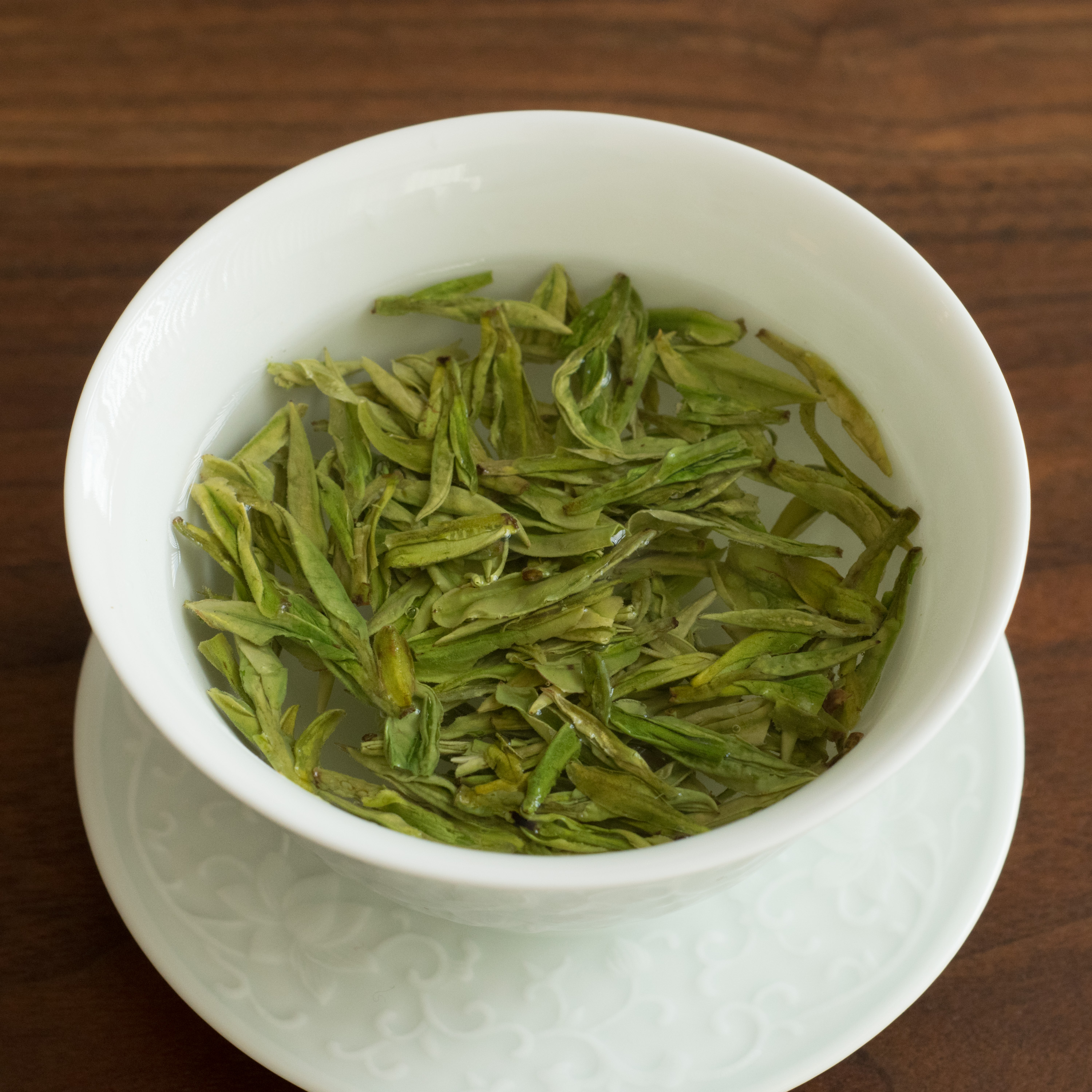

중국은 차의 본고장이라고 할 만큼 가장 빨리 시작된 곳이기도 하고 가장 많이 소비되는 곳이기도 하다. 이러하듯 중국에서 차가 발달할 수 밖에 없는 이유가 있다. 이로 인해 중국은 전세계 차 생산의 42.29%를 차지할 정도로 차 생산 분야에서 압도적인 1위를 기록하였다. 그러나 차 수출은 케냐에 밀려 2위를 차지하나 이는 중국 국내에서의 차 소비량이 엄청나다는 것을 보여준다.

## 차가 발달된 이유
중국은 지리적으로 수질이 나쁘기 때문에 물을 끓여먹는 것이 습관되어 있다. 중국의 날씨는 대부분 건조한 날씨라 차가 잘 자랄 수 있는 환경을 조성하고 있다. 또한 중국 요리는 대체적으로 기름진 편인데 차는 이를 중화시키는 작용을 한다.

## 차의 역사
8세기 당나라 문인 육우는 최초로 차에 대한 지식을 종합한 저서인 다경을 저술하여 차를 만들고, 끓이고, 마시는 방법 등을 체계적으로 정리했다. 기록에 따르면 BC 2,700년 경인 5천여 년 전부터 차를 마시기 시작했다. 세계 역사상 가장 먼저 차나무를 발견해 마셨다고 전해진다. 중국 농업과 의학 분야의 기초를 세운 신농이라는 인물이 우연히 식물의 잎, 찻잎을 발견해 마셨는데 맛과 함께 좋은 효능도 있다는 것을 알고 차로 우려서 마시기 시작했다고 한다. 중국 한대에 들어서는 본격적으로 차를 재배하고 상품으로 거래하기 시작했는데 중국의 차 문화는 불교와 함께 일본으로 전파되고, 티베르트로도 전해졌으며, 이후 네덜란드 무역상에 의해서 서양에도 널리 알려지면서 전 세계적으로 사랑 받게 되었다. 영어의 'Tea'도 차를 수출하던 중국 샤먼 지역의 '차' 발음인 'Tay/Te(테)'에서 유래한 것이라고 한다. 길고 긴 역사 속에서 중국 차 문화는 끊임없이 발전해왔고 오랜 역사를 지닌 만큼 차의 종류도 다양하다.
중국에는 녹차, 쟈스민 차, 홍차, 우롱차 등 많은 사람들이 알고 있는 차 이외에도 독특한 맛과 향을 가진 200여 종의 넘는 명차가 있다. 몇 가지를 자세히 소개해 보자면, 녹차는 중국에서 가장 생산이 많이 되고 그만큼 소비도 많은 차이다. 중국에서는 녹차를 만들 때 찻잎을 솥에 볶아 발효를 막는 부초법을 이용하는데, 이렇게 만든 차는 찻잎의 풋내가 적고 구수한 맛이 난다. 이 밖에도 중국의 녹차는 찻잎을 건조시킬 때 어떤 방법을 택하는가에 따라 크게 네 종류로 나뉜다. 솥에서 부초법을 건조시키면 초청녹차, 햇볕에 쬐어 건조시키면 쇄청녹차, 밀폐된 방에서 불을 때어 건조시키면 홍청족차, 열증기 살청 방식으로 건조시키면 증청녹차가 된다. 흑차, 즉 보이차는 마치 메주를 띄우는 것처럼 효모균을 이용해 후발효를 거친 후발효차이다. 제조법은 녹차와 동일하게 햇볕에 말려 효소 작용을 억제하는 쇄청과정을 거친다. 때문에 같은 발효차이지만 잎 자체의 효소에 의해 발효되는 홍차와는 다르다. 이러한 과정들을 거친 찻잎은 물에 우려내면 검붉은색을 띄어 중국 내에서는 흑차라 불린다. 보이차는 윈난성에서만 만들어지며 타 지역에서 만들어지는 보이차는 보이차로 취급되지 않는다. 한 지역의 전통차인 이유 때문에 그만큼 역사도 깊고 명품 차도 많아 가격이 비싸다. 찻잎의 수확 시기에 따라 24절기 중 곡우 이전에 따는 찻잎인 첫물차를 시작으로 두물차, 세물차, 네물차로 구분한다. 발효 정도를 기중으로 가열을 통해 발효를 막아 색깔과 성분을 유지시킨 불발효차인 녹차, 10~70% 정도 발효시킨 반발효차인 청차(우롱차)와 황차, 발효되어 검은빛이 도는 흑차와 홍차로 구분한다. 청나라 시대 이후 중국에서는 녹차, 백차, 황차, 청차, 홍차, 흑차를 6대 차류라 하여 차를 만드는 방식과 특성에 따라 여섯 종류로 구분하고 있다.
차의 종류와 성분에 따라 차와 곁들이는 주전부리인 차점도 달라진다. 청차는 견과류, 흑차는 육포와 떡, 홍차는 쿠키와 케이크와 잘 어울린다. 중국에서는 차를 대접하고 마실 때에도 갖추어야 하는 예절이 있다. 먼저 차를 대접하는 사람은 손님에게 차를 내놓기 전 차의 취향을 물어보아야 한다. 찻물이 너무 뜨겁지 않게 해 손님이 데이지 않도록 하고, '술은 가득 채우고 차는 반만 채운다'라는 말이 있듯 차를 찻잔에 따를 때 잔의 70~80% 정도만 채운다. 차를 마시는 사람은 찻잔을 왼손에 올려놓은 다음 오른손으로 잔을 잡고 마시기 전 차의 색을 감상하고 향을 맡는다. 차는 단번에 마셔서는 안 되고 조금씩 나누어 마셔야 하는데 차를 조금 머금어 혀 주위로 돌리면서 입안 전체로 향기를 맛본 후 넘겨야 한다. 그리고 굽이 난 찻잔을 주인에게 보여주어 고마움과 칭찬을 표하는 것도 차를 마시는 예의이다. 중국에서는 차를 마실 때 용도에 맞게 알맞은 다기를 사용한다. 다기의 이름은 제조 시 유약이 발린 여부나 목재, 백자, 흑자 등 다기의 재질, 생산 도시에 따라 다양하게 불린다.
다호: 차를 마실 때 필요한 주전자,다해(차해): 찻물의 농담을 조절하기 위한 주전자, 다배: 찻잔, 다관: 찻잎을 보관하는 통, 다하: 다관에서 찻잎을 덜어 손님에게 찻잎을 보여주거나 찻잎을 옮기기 위한 다기, 차칙: 다관이나 다하에서 차를 떠내는 대나무 숟가락, 다루: 차를 덜어낼 때 쓰는 깔대기, 다통(다협, 차협): 찻잎이나 찌꺼기를 집어내는 집게, 다선: 다기를 올려 차를 우릴 때 이용하는 받침 접시, 다반: 다배를 올려 다관과 함께 차를 낼 때 사용하는 반상, 다우(수우): 버린 물이나 차 찌꺼기를 담는 그릇